# Javier del Río Alba
Javier Augusto del Río Alba, né le 22 décembre 1957 à Lima, est un prélat catholique péruvien, archevêque d'Arequipa.

## Biographie
Ordonné prêtre en 1992, il est nommé évêque auxiliaire de Callao en 2004 et devient archevêque d'Arequipa en 2006 en remplacement de José Paulino Ríos Reynoso.